# فالبينازين
فالبينازين، الذي يباع تحت الإسم التجاري إنغريزا، هو دواء يستخدم لعلاج خلل الحركة المتأخر، وهو اضطراب حركي طويل الأمد بسبب مضادات الذهان. يؤخذ عن طريق الفم. الاستخدام على المدى الطويل مطلوب من أجل العلاج.
وتشمل الآثار الجانبية الشائعة: جفاف الفم، و النعاس، و احتباس البول، و الدوخة، و الصداع. وتشمل الآثار الجانبية الأخرى إطالة كيو تي. لا ينصح باستخدامه لمن يعانون من مشاكل حادة في الكلى. وهو مثبط ناقل أحادي الأمين الحويصلي 2 (VMAT2).
تمت الموافقة عليه للاستخدام الطبي في الولايات المتحدة في عام 2017. اعتبارًا من عام 2018، تبلغ تكلفته ما بين 5750 إلى 6225 دولارًا أمريكيًا شهريًا. وهو متوفر فقط في صيدليات معينة. ولا توجد حاليًا خطط لبيعه في أوروبا وذلك اعتبارًا من عام 2018.